# 부일교통 (서울)
부일교통(副一交通)은 서울특별시 서대문구의 마을버스 업체이며 현재 서대문01번을 보유하고 있다.

## 노선
- ● 서대문01번: 삼성빌라~홍제역(구 서대문마을 2번)

## 보유차량
전 차량이 E-에어로타운으로 운행하고 있다.